# Evin-gevangenis

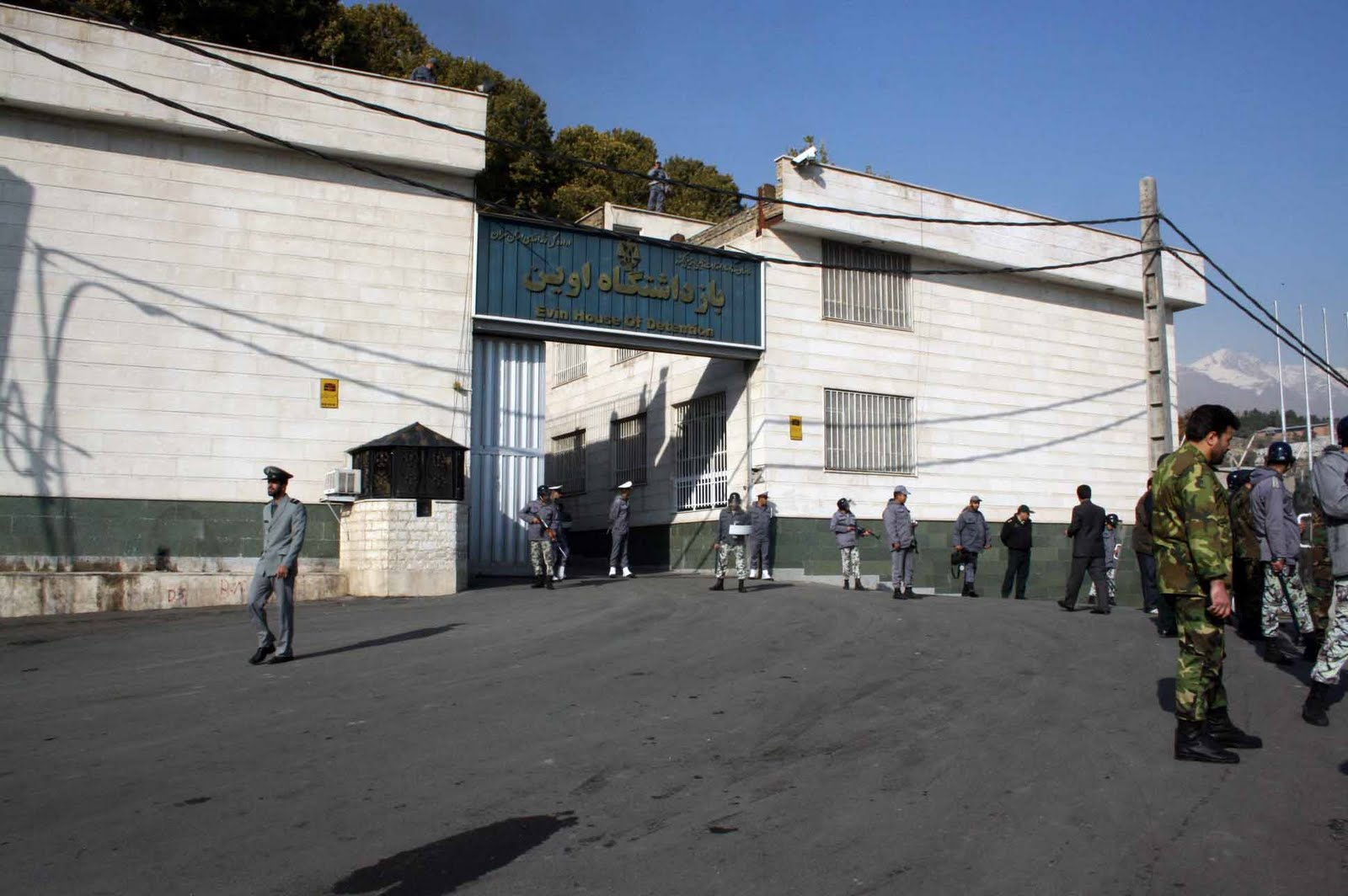
Evin-gevangenis

De Evin-gevangenis (Perzisch: زندان اوین, Zendān Evin) is een gevangenis in Iran, die is gelegen in de wijk Evin in het noordwesten van Teheran. De gevangenis staat bekend om zijn vleugel met politieke gevangenen. Vanwege het grote aantal intellectuelen in de gevangenis heeft het de bijnaam "Universiteit van Evin" gekregen.

## Geschiedenis
De gevangenis is gebouwd ten tijde van sjah Mohammad Reza Pahlavi op de plaats van het voormalige woonhuis van Zia al-Din Tabataba'i, die in 1921 korte tijd minister-president van Iran was. Ze werd in 1972 in gebruik genomen. 
De instelling bevatte een executieplaats, rechtszaal en aparte celblokken voor criminelen, politieke gevangenen en een vrouwenafdeling. De gevangenis was oorspronkelijk van de SAVAK, de veiligheids- en inlichtingendienst van de sjah. Bij de ingebruikname was de gevangenis ontworpen voor 320 gevangenen (20 in eenzame opsluiting en 300 in twee grote blokken voor gezamenlijke opsluiting). In 1977 is de gevangenis uitgebreid voor het houden van meer dan 1500 gevangenen (met 100 cellen voor de meest belangrijke politieke gevangenen).
De ayatollahs die de sjah na de Iraanse Revolutie in 1979 opvolgden hielden de gevangenis in gebruik. Na de Iraanse Revolutie in 1979 is het aantal gevangenen in Evin aanzienlijk uitgebreid tot 15.000 gedetineerden.
In oktober 2022 meldde het Iraanse persagentschap IRNA dat bij een felle brand in de gevangenis vier gevangenen om het leven waren gekomen en 61 mensen gewond raakten. Volgens het persagentschap zou de brand ontstaan zijn tijdens rellen tussen het bewakingspersoneel en de gevangenen, die een opslagplaats met uniformen in brand zouden hebben gestoken. Op videobeelden van de brand waren ook geweerschoten te horen. IRNA ontkende dat het incident te maken had met de protesten in Iran in die periode.
Op 23 juni 2025, tijdens de oorlog tussen Iran en Israël, lanceerde Israël luchtaanvallen op delen van de gevangenis. Een woordvoerder van de Iraanse rechterlijke macht zei later dat er minstens 71 mensen waren omgekomen bij de aanval op de gevangenis, waaronder personeel, soldaten, gevangenen en leden van bezoekende families. Later werd de dood bevestigd van vijf gevangenen die waren veroordeeld voor financiële misdrijven en de ontsnapping van een "onbeduidend aantal gedetineerden". De New York Times meldde dat ongeveer 100 transgender gedetineerden vermist waren en vermoedelijk dood waren nadat hun deel van de gevangenis was verwoest.
Na de aanval beschreven de gedetineerden een gewelddadige evacuatie. Ze werden overgebracht naar de gevangenis van Groot-Teheran en de vrouwengevangenis van Qarchak, beide naar verluidt overvol, onhygiënisch en met een tekort aan voedsel en schoon water. Bovendien meldden de gedetineerden dat ze geen medische behandeling en toegang tot essentiële voorgeschreven medicijnen kregen.

## Wreedheden
Wanneer Iraniërs aan de Evin-gevangenis denken, dan denken zij aan martelingen, bekentenissen en angst. Eenzame opsluiting vindt plaats in een cel van ongeveer 1,80 m bij 2 meter met alleen een raam in het plafond. Schrikbeelden zijn de bekentenissen waarbij met fysieke en psychologische wreedheden de persoonlijkheid van de gevangene geheel wordt afgebroken. Gevangenen worden maandenlang geslagen en het onmogelijk gemaakt te slapen. Uiteindelijk verkregen bekentenissen worden op de Iraanse staatstelevisie uitgezonden.
Maagden worden voor hun executie door de ondervragers verkracht, omdat men in Iran denkt dat maagden rechtstreeks naar de hemel gaan. De ondervragers trouwen dan eerst met hen om hen 'legaal' te mogen verkrachten als hun vrouw. Maagden mogen omdat ze rechtstreeks naar de hemel zouden gaan anders niet worden terechtgesteld. In 1988 werden grote groepen politieke gevangenen die in de Evin-gevangenis waren opgesloten geëxecuteerd.

## Bekende gevangenen
- De Iraanse journalist, schrijver Akbar Ganji zat van 22 april 2000 tot 18 maart 2006 als politiek activist gevangen in de Evin-gevangenis.
- De Iraanse guerillaleider Abdolmalek Rigi werd in de Evin-gevangenis geëxecuteerd op 20 juni 2010.
- Zahra Bahrami, een ter dood veroordeelde Iraans-Nederlandse vrouw, werd op 29 januari 2011 in de Evin-gevangenis gedood. Onduidelijk is of zij is doodgemarteld of geëxecuteerd door ophanging.
- Sinds 2016 zit de Zweeds-Iraanse wetenschapper Ahmadreza Djalali opgesloten in de Evin-gevangenis. Hij werd in een schijnproces veroordeeld wegens spionage voor Israël. In 2022 dreigde Iran ermee hem te executeren.
- De Belgische humanitaire hulpverlener Olivier Vandecasteele zat van februari 2022 tot mei 2023 in Iran opgesloten, onder andere in een isolatiecel van de Evin-gevangenis. Hij kwam vrij dankzij een gevangenenruil met de Iraanse diplomaat Assadollah Assadi die in België een straf uitzat wegens terrorisme en poging tot moord.
- De veelbekroonde Iraanse filmregisseur Jafar Panahi werd in 2022 voor zeven maanden opgesloten in de Evin-gevangenis wegens propaganda tegen het Iraanse regime. Hij kwam vrij op borgtocht nadat hij in hongerstaking was gegaan.[6]
- Tijdens de grote protesten in Iran in 2022 werd de Iraanse actrice Taraneh Alidoosti, die grote bekendheid kent in eigen land, voor enkele weken vastgehouden in de Evin-gevangenis.
- De Zweedse diplomaat Johan Floderus zat van april 2022 tot juni 2024 opgesloten in de Evin-gevangenis. In september 2023 werd dit publiek bekend.[7] Op 15 juni 2024 werd hij vrijgelaten in ruil voor de in Zweden veroordeelde Iraanse oorlogsmisdadiger Hamid Noury.[8]